# Muraalboog

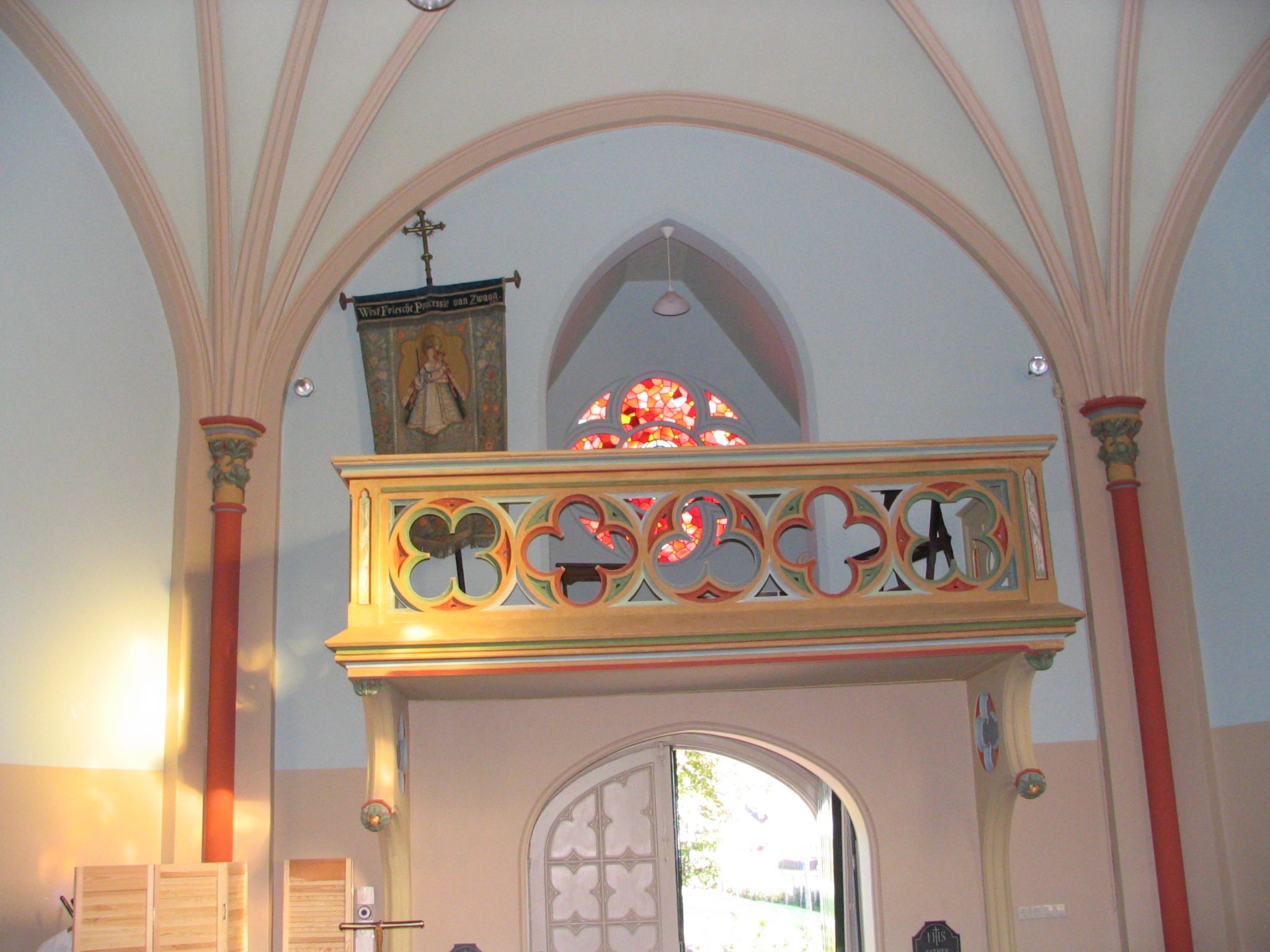
Muraalboog in de Lourdeskapel te Zwaag

Een muraalboog of schildboog is een term uit de (kerkelijke) architectuur. Het is een gordelboog die tegen de muur is geplaatst en daardoor onderdeel uitmaakt van de muur.